# Гофмейстер
Гофме́йстер (нім. Hofmeister, Hoffmeister, «двірський»; лат. magister / praefectus curiae) — голова (магістр, префект) монаршого двору (гофу) в німецькомовних країнах: Австрії, Вюртемберзі, Німеччині, Пруссії, Саксонії тощо. Провідний придворний чиновник. У царській Росії — придворний урядовець, згодом почесний придворний чин III класу. Також — охмістр (пол. ochmistrz), верховний стюарт (англ. high steward), королівський майордом (ісп. mayordomo del Rey), ландгофмейстер. Новітньою німецькою — гофмайстер.

## Німеччина
Гофмейстери управляли палацовим господарством і штатом придворних, відали придворним церемоніалом, підпорядковувався обер-гофмейстеру. При німецьких княжих дворах гофмейстер — голова палацового суду і ради при князі, намісник князя у справах управління.
У Німеччині з часів середньовіччя і до 19-го століття словом гофмейстер (від латинського magister — praefectus curiae) називали домашнього вчителя, який відповідав також поза області школи за обслуговування своїх вихованців. Званню полковника відповідав чин гофмейстера, як одного з перших придворних службовців німецьких імператорів і королів (лінія королівського домашнього господарства і служба навколо приватної особи монарха). Такі службовці значилися також в інших княжих дворах, а також при менших монархах. Чин гофмейстера поступово набував державну значимість, досягаючи в німецьких княжих дворах майже ефективності міністра двору і кабінетного міністра. Також, чин старшого гофмейстера в Німеччині був у монастирських економічних службовців, які забезпечували світське ведення справ як помічники абата.

## Іспанія
Звання гофмейстера з'явилося ще в Іспанії. Знаменитий художник XVII століття Дієго Веласкес був гофмейстером при дворі Філіпа IV Великого в середині 1630-х років.

## Росія
Спочатку гофмейстер — придворний урядовець, що відав канцелярією, касою тощо, згодом почесний придворний чин III класу в Табелі про ранги. Чин введений у 1722 році. Скасований 8 листопада 1917 року Всеросійським Центральним Виконавчим Комітетом, (рішення про знищення станів і цивільних чинів).